# Thozetella effusa
Thozetella effusa är en svampart som beskrevs av B. Sutton & G.T. Cole 1983. Thozetella effusa ingår i släktet Thozetella och familjen Chaetosphaeriaceae.   Inga underarter finns listade i Catalogue of Life.